# رود اورخون
 رود اورخون ( Орхон гол) رودی است به رود سلنگا می‌ریزد. این رود از کشور مغولستان می‌گذرد.